# 卡尔·腓特烈·冯·史泰因梅茨
卡尔·腓特烈·冯·史泰因梅茨（德語：Karl Friedrich von Steinmetz，1796年12月27日—1877年8月2日）是普魯士的一位元帅。他出生在图林根艾森納赫，在拿破仑战争期間加入了普魯士軍隊。在七週戰爭期間，他率領第五軍對抗奧地利，並因其在納霍德、斯卡利茨和施魏因沙德爾戰役中的勝利而被稱為納霍德之獅。斯坦梅茨指揮了在萊茵河上為普法戰爭集結的三支部队之一，期間他與腓特烈·卡爾亲王發生了争执。1871年1月，德意志帝国在巴黎凡尔赛宫建立，4月，冯·史泰因梅茨便请辞退休。然而他对德意志统一事业做出的贡献没有被忘记，他获得了2000塔勒的年俸，并被纳入了普鲁士上院。1877年，冯·史泰因梅茨病逝于下西里西亚的巴德兰代克，享年81岁。